# Cheryl Gallant
Pour les articles homonymes, voir Gallant.
Cheryl Gallant (née le 23 mai 1960 à Sarnia, Ontario) est une femme politique canadienne. Elle est députée à la Chambre des communes du Canada où elle représente la circonscription ontarienne de Renfrew—Nipissing—Pembroke depuis 2000, d'abord sous la bannière de l'Alliance canadienne puis, depuis 2003, sous la bannière du nouveau Parti conservateur du Canada.

## Biographie

### Carrière politique
Elle est vue comme une des conservatrices sociales les plus forts dans la Chambre des communes, et elle est une figure populaire pour la droite chrétienne.  En 2002, elle a été accusée de faire des remarques homophobes à l'endroit du ministre des affaires étrangères Bill Graham : lors d'un échange, elle a à plusieurs reprises demandé « Demande à ton petit ami ! » ou « Comment va ton petit ami ? ». L'orientation sexuelle de Graham a été de temps en temps le sujet des rumeurs, mais il a une femme et des enfants.  Gallant s'est plus tard excusée pour ses commentaires.
Pendant l'élection de 2004, elle a comparé l'avortement avec la décapitation de l'otage américain Nick Berg en Irak. Le Parti conservateur a alors annoncé qu'elle souffrait de laryngite, et elle n'est pas apparue à quelques discussions programmées. Ses adversaires l'ont accusé de vouloir éviter la critique de ses commentaires.
Gallant a retenu l'attention une fois de plus le 17 mars 2005 lorsqu'elle a proposé dans une brochure envoyé à ses constituants que le Parti libéral était anti-chrétien. Confronté à cette nouvelle, le chef conservateur Stephen Harper a dit « Je laisserai Cheryl Gallant s'expliquer elle-même pour ces remarques ; je ne les ai pas vues »[réf. souhaitée].
Elle revient dans l'actualité en février 2021, quand il est révélé que, le mois précédent, elle a donné une visioconférence sur Zoom destinée à une association conservatrice de l'Université Queen's, où elle soutient des théories du complot de la mouvance QAnon, accusant notamment le gouvernement libéral de Justin Trudeau de vouloir légaliser la pédophilie.
Elle soutient aussi des positions climatosceptiques.